# Những giai thoại
Những giai thoại (tiếng Nga: Анекдоты) là một bộ phim hài hước, có phần giả tưởng khai thác những giai thoại nổi tiếng lưu hành trong kỷ nguyên Soviet của đạo diễn Viktor Titov, ra mắt lần đầu năm 1991.

## Diễn viên
- Mikhail Danilov... Rotshild
- Aleksandr Abdulov... Vasily Kutuzov
- Lev Lemke... Iosif Stalin
- Ilya Oleynikov... Maksim Gorky
- Anatoly Ravikovich... Albert Einstein
- Viktor Bychkov... Chapayev
- Nikolai Fomenko... Ludwig van Beethoven
- Mikhail Khrabrov... Leonid Brezhnev
- Yuri Stoyanov... Aleksandr I
- Yevgeny Filatov... Vladimir Ilyich Lenin
- Rasim Balayev... Karl Marx